# آزمون پذیرش

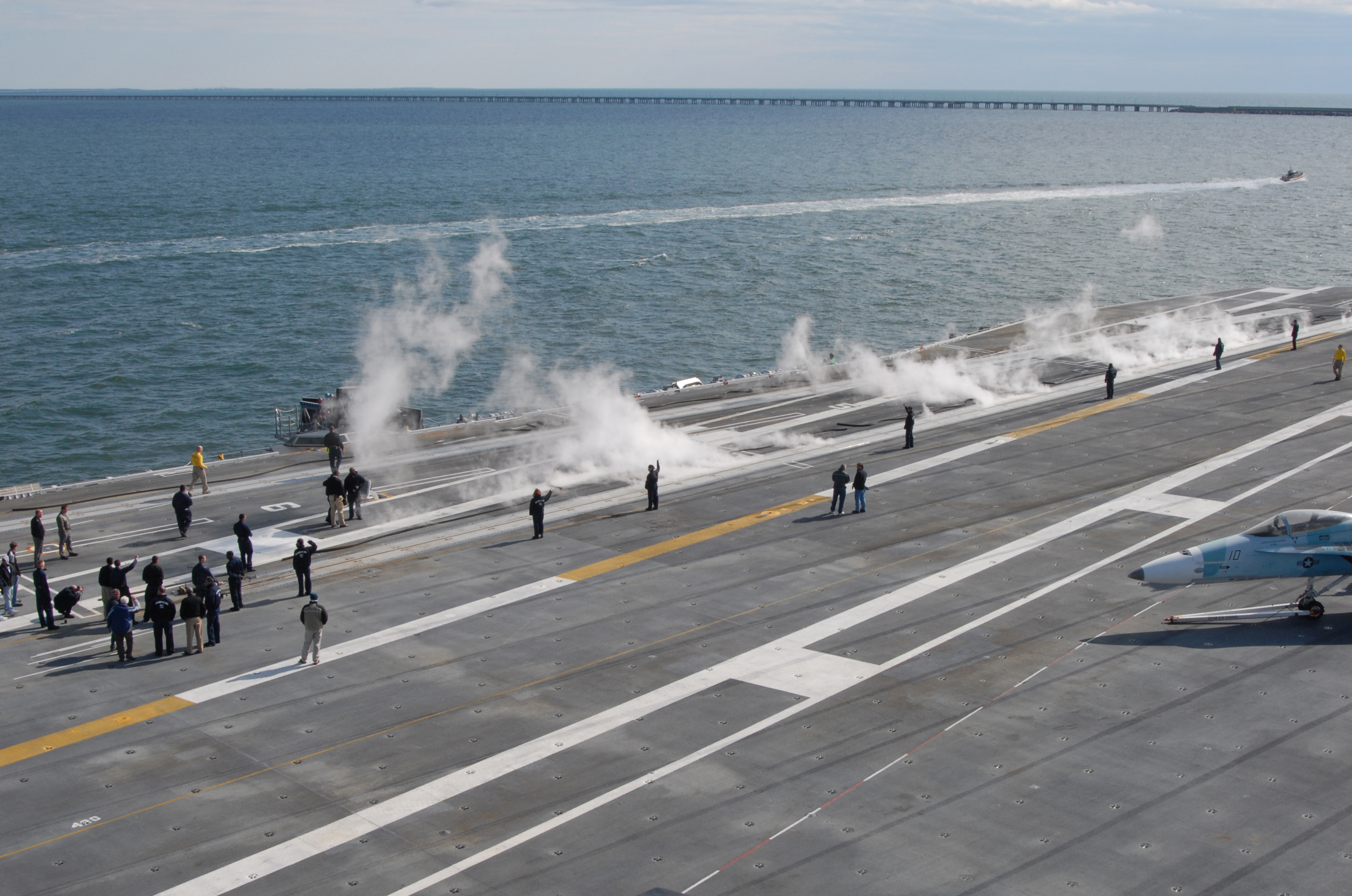
آزمون پذیرش از یک پرتابگر جت جنگنده

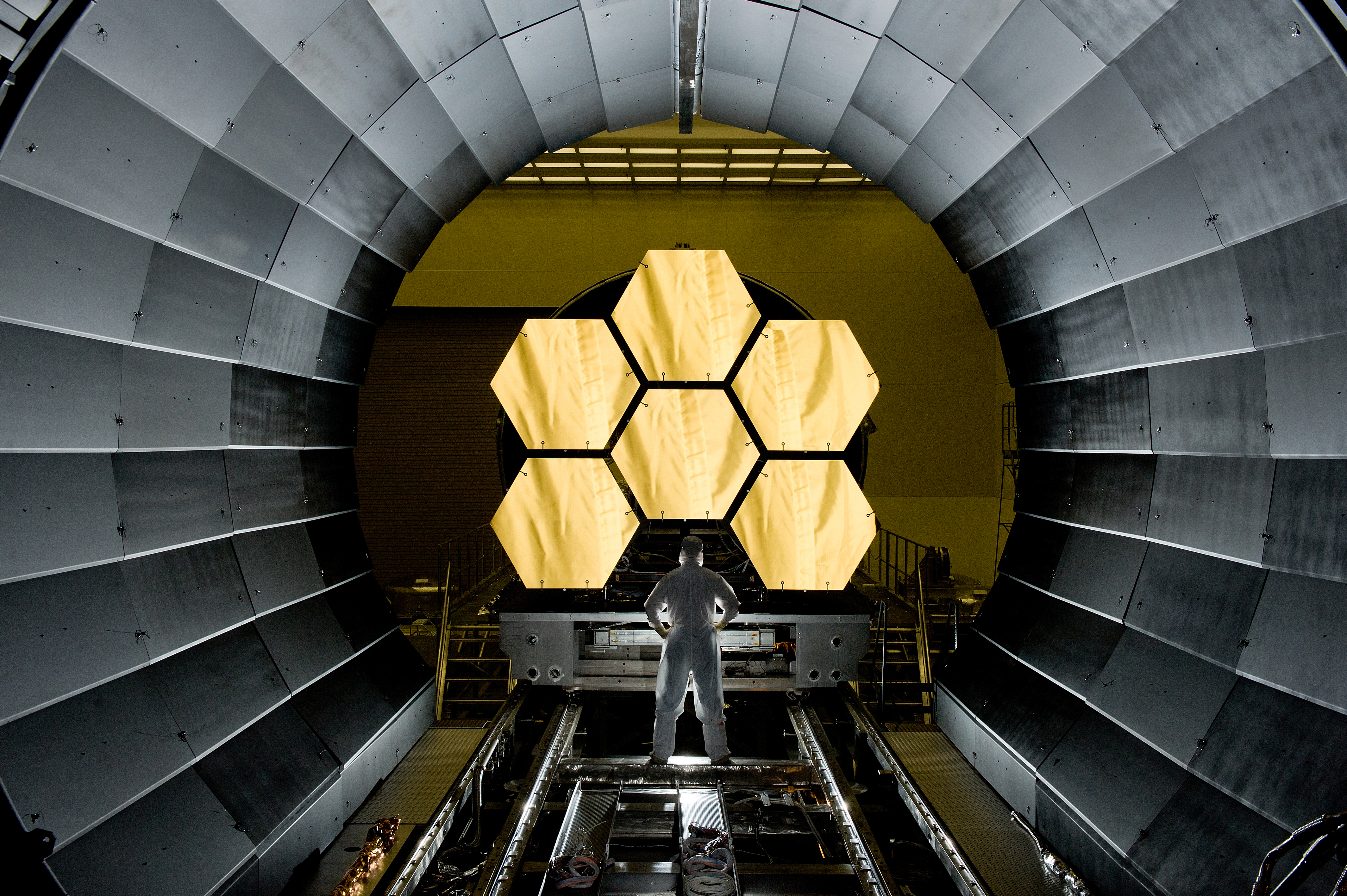
شش آینه اولیه تلسکوپ فضایی جیمز وب آماده آزمون پذیرش می‌شود

در مهندسی و زیررشته‌های مختلف آن، آزمون پذیرش یا آزمون مقبولیت (انگلیسی: Acceptance testing) آزمونی است که مشخص می‌کنند آیا نیازمندی‌های از قبل مشخص شده یا نیازمندی‌های موجود در قرارداد برآورده شده‌است یا خیر. آزمون پذیرش می‌تواند شامل آزمون‌های شیمیایی، آزمون‌های فیزیکی و آزمون عملکرد باشد.
در مهندسی سامانه‌ها (انگلیسی: Systems Engineering) آزمون پذیرش می‌تواند پیش از ارائه، شامل آزمون جعبه سیاه باشد.
در مبحث آزمون نرم‌افزار، ISTQB، پذیرش را به این صورت تعریف می‌کند: آزمون رسمی با توجه به نیازها، نیازمندی‌ها، و فرایند تجاری انجام شده برای مشخص کردن اینکه آیا سامانه معیارهای پذیرش را برآورده می‌کند و کاربر، مشتری و سایر موجودیت‌ها، سامانه را می‌پذیرند یا خیر. آزمون پذیرش، آزمون پذیرش کاربر (UAT یا User Acceptance Testing)، آزمون کاربر نهایی و آزمون پذیرش عملکرد (OAT یا Operational Acceptance Testing) نیز خوانده می‌شود.
در آزمون نرم‌افزار، آزمون دود (انگلیسی: Smoke test) یک آزمون پذیرش است که روی یک بیلد نرم‌افزار پیش از ارائه آن به فرایند اصلی آزمون صورت می‌گیرد.

## برای مطالعهٔ بیشتر
- Hambling, Brian; van Goethem, Pauline (2013). User Acceptance Testing: A Step by Step Guide. Swindon: BCS Learning and Development Ltd. ISBN 978-1-78017-167-8.